# Amanda Coneo
Amanda Daniela Coneo Cardona (ur. 20 grudnia 1996 w Cartagenie de Indias) – kolumbijska siatkarka, reprezentantka kraju, grająca na pozycji przyjmującej. 
Jej starsza siostra Gabriela, również gra w siatkówkę jak i jej chłopak Adrian Aciobăniței, który jest rumuńskim siatkarzem.

## Przebieg kariery
| 2013–2014            | CV Túpac Amaru                  |
| 2016 (od 13.01.2016) | Lardini Filottrano              |
| 2016–2018            | SAB Volley Legnano              |
| 2018–2019            | Barricalla CUS Torino           |
| 2019–2020            | RC Cannes                       |
| 2020–2021            | Pays d’Aix Venelles             |
| 2021–2023            | ASPTT Mulhouse                  |
| 2023–2024            | Developres Bella Dolina Rzeszów |
| 2024–                | Denso Airybees                  |

## Sukcesy klubowe
Liga kolumbijska:
- 2014, 2017

Superpuchar Francji:
- 2019, 2021[5], 2022[6]

Liga francuska:
- 2022[7], 2023[8]

Liga polska:
- 2024

## Sukcesy reprezentacyjne
Mistrzostwa Ameryki Południowej U-22:
- 2014, 2016

Puchar Panamerykański U-23:
- 2014

Mistrzostwa Ameryki Południowej:
- 2017, 2019, 2021
- 2015, 2023[9]

Igrzyska Ameryki Południowej:
- 2018

Puchar Panamerykański:
- 2022[10]
- 2019[11]

Igrzyska Panamerykańskie:
- 2019

## Nagrody indywidualne
- 2014: Najlepsza przyjmująca Mistrzostw Ameryki Południowej U-22
- 2014: Najlepsza przyjmująca Mistrzostw Ameryki Południowej Juniorek
- 2019: Najlepsza przyjmująca Mistrzostw Ameryki Południowej
- 2021: Najlepsza przyjmująca Mistrzostw Ameryki Południowej
- 2023: Najlepsza przyjmująca Mistrzostw Ameryki Południowej